# ドラゴンボールZ 超武闘伝
『ドラゴンボールZ 超武闘伝』（ドラゴンボールゼット スーパーぶとうでん）は、1993年3月20日にバンダイより発売されたスーパーファミコン用対戦型格闘ゲーム。『ドラゴンボール』の第23回天下一武道会編からセル編を題材にしている。

## 概要
本作はドラゴンボールゲームとしては、1対1で戦う対戦格闘要素を基本としたものとして最初の作品である。
本作は舞空術で自由に空を飛び、接近しての肉弾戦と遠距離での気功波の応酬がスピーディーに繰り広げられる『ドラゴンボールZ』のバトルを再現するため、キャラクターが地上と空中を自由に行き来し、対戦するキャラクターが一画面に収まらなくなると画面中央に仕切りが入って画面が分割されるデュアルスクリーンシステムなど、一般的な対戦格闘ゲームとは一味違う出来栄えとなっている。また、かめはめ波をはじめとするキャラクターの必殺技は「デモ必殺技」と呼ばれる独自の演出が用意されている。
『ドラゴンボール』の格闘ゲーム黎明期を支えた人気シリーズであり、本作を期に後に数多くの派生作品が作られ、2015年にも武闘伝の名のついた新作ゲームの発売がされた。
購入特典として裏面に隠し技が記載された「特製キラキラシール」が配布されていた。
発売から2か月後にて130万本の売上げを記録し、『ドラゴンボールZ 超武闘伝2』（1993年）が9か月後に発売されている。
2018年9月27日発売のNintendo Switch版『ドラゴンボール ファイターズ』の早期購入特典（パッケージ版は12月31日生産分、ダウンロード版は同日配信分まで）として、本作のダウンロードコードが封入されたが、BGMは差し替えられている（#音楽を参照）。

## ゲーム内容

### 基本システム
基本操作
- 十字キーと3つのボタン（パンチ、キック、光線技）による操作を基本とする2D対戦型格闘ゲームとなる[6]。また、Lボタンで左方向、Rボタンで右方向へのダッシュが可能で、ダッシュ状態のまま敵に体当たりすることで相手を攻撃することもできる。
- 十字キーとボタンの組み合わせによるコマンド入力で、各キャラクターごとに性能の異なる「必殺技」の使用が可能。必殺技は打撃による近距離攻撃中心の「コンビネーション技[6]」と、気功波による遠距離攻撃中心の「光線技[6]」に分かれており「光線技」の使用には後述するPOWERゲージが必要。なお、例外的に全キャラクターが使用できる光線技「エネルギー弾」はPOWERを必要としないものの、連続して使うと「息切れ状態」になり一定時間動けなくなるようになっている。
- 体力ゲージの下にはPOWERゲージがあり、これを消費して光線系の技を使用する。POWERゲージは何もしなくても一定時間ごとに少しずつ溜まっていくが、相手の攻撃を防御したり、上空で十字キーを下へ入力し続けることで早く溜めることができる。POWERゲージが満タンになると体が点滅し、攻撃力が若干上がるが、一定時間が経過するとパワーが減ってしまう。
- 相手とある程度距離が離れている状態かつ一定量のPOWERゲージを消費することで、光線技の中でも特に強力な「デモ必殺技」の使用が可能。デモ必殺技使用時は画面が上下に分割され、迫力のデモ演出とともに光線が発射されて相手を攻撃する。「デモ必殺技」は通常の操作では回避することができず、直撃すると大ダメージを受けるが、タイミングよく（キャラクターが腰を落とした瞬間）専用のコマンドを入力することで対処が可能となっている。対処法はコマンドによって「ガード」や「さける」「かき消す」「はね返す」など複数のアクションがあり、アクションによってコマンドの難易度や受けるダメージが変化するようになっているほか、中には「バリアー」や「すいとる」など特定のキャラクターしか使用できないアクションも存在する。

デュアルスクリーンシステム
- 離れた距離にいるキャラクターを分割線（デュアルライン）により同一画面内に表示させるデュアルスクリーンシステムが最大の特徴である。地上と空中で縦に2画面分、横はステージにより最大で8画面分の大きさがある。
- 分割線は距離に応じ、近距離（2画面以内）で赤、中距離（2 - 4画面）で黄色、遠距離（4画面以上）で青となる。1.5 - 4画面以内の距離では「かめはめ波」などのデモ必殺技が発動できるようになる（4画面以上離れていても発動できる技もある）。武舞台など、狭いステージでは2画面しかないので、ラインが赤しか存在しない。
- 画面に分割線が表示されている状態ではXボタンで舞空術を使用可能。空中、地上を自在に往復できる。
- 対戦中におけるお互いのキャラクターの位置関係は、画面上方に表示される「レーダー」で確認可能となっている[6]。ただし、ストーリーモードでの相手側の20号、18号、16号は、レーダーに現在地が表示されない。

### ゲームモード
ストーリー
「第23回天下一武道会編 決勝戦」〜「人造人間編 セルゲーム」のストーリーを追いつつ、闘って行くモード。難易度が「1、やさしい」の場合は全7ステージ、「2、ふつう」以上の場合は全10ステージで、ステージごとに使用可能なキャラクターが異なる。
難易度を「3、きびしい」か「4、スーパー」にし、なおかつ原作で行われた通りの対戦カードでCPUと対戦して完全体セルまで倒すと、真のラストステージのステージ11のファイナルバトルに挑戦できる。これもクリアすると、真のエンディングが見られる。
天下一武道会
8人制トーナメントで優勝者を決める。複数人で参加可能。7人以下で選択を終了した場合は、不足分にCOM操作キャラクターがランダムで充てられる。
COM同士の対戦となった場合はバトルが省略されるが、特定のコマンドを入力すると見れるようになる。なお、全ての出場キャラクターをCOMにした場合、必ず悟空が選ばれる。
オプション
難易度、コンティニュー回数、キャラクター復活の有無などの設定ができ、登場キャラクターの技コマンドを確認できる。ストーリーモードに関するオプション以外は対戦中も変更可能。
対戦
自由に対戦できるモード。「1P VS COM」と「1P VS 2P」があり、ステージやBGM、初期値のライフとパワーなどを細かく設定できる。

### 隠し要素
本作にはセーブ機能がないため、前者2つは電源を入れるたびにコマンドを入力する必要がある。
同キャラクター対決
オープニングデモ中であるコマンドを入力すると効果音が鳴り、同キャラクターによる対戦が可能になる。同キャラクター対決時は2P側のカラーが変わり、戦闘中の台詞が増える。
『2』以降は最初から同キャラクター対決ができるようになっている。
隠しキャラクター
同キャラクター対決と同じ隠しコマンド入力を2回（同キャラクター対決が可能になっている場合は1回）することで、天下一武道会や対戦で使用可能なキャラクターが5体増える。入力に成功した場合は「できた！」と悟空の声が聞こえる。
なお、隠しキャラクターはストーリーモードでレベルが「ふつう」以上でゲームをクリアし、リセットしてタイトル画面に戻っても使用可能。
隠し必殺技
登場キャラクターは全員、説明書やゲーム中に表示されていない必殺技を持つ。COM操作時でも使ってくるので、それをヒントとしてコマンドを探すことになる。
中でも悟空と超悟空の「メテオスマッシュ」は、原作の特徴である三次元的な戦いを表現した技で、ガード不能。以降のシリーズでは、ほぼ全員に似た演出の大技が存在することになった。続編ではそれらの技を総称して「メテオスマッシュ」や「メテオ技」と呼称されている。

## ステージ
ステージによってフィールドの広さが異なる。
フィールドが狭いステージ
- 武舞台（天下一武道会）

ストーリーモードではピッコロのステージ。天下一武道会モードではBGMが常にピッコロのテーマで固定されている。
- 天界（精神と時の部屋）

ストーリーモードではトランクス、悟飯のステージ。この2名はテーマ曲も「てんかいのテーマ」で共通となっている。
- セルゲーム

ストーリーモードではPセルのステージ。背景は無人の荒野に似ているが、奥にある岩の位置は若干異なる。
フィールドが広いステージ
- 岩場

ストーリーモードではベジータのステージ。
- 無人の荒野

ストーリーモードでは20号、ファイナルバトルのステージ。
- ナメック星

ストーリーモードではフリーザのステージ。
- 無人島

ストーリーモードでは16号のステージ。
- ハイウェイ

ストーリーモードでは18号のステージ。
- ジンジャータウン

ストーリーモードではセルのステージ。

## 登場キャラクター
ゲーム内では漢字がほぼ使用されておらず、キャラクターの名前も「ソンゴクウ」といったように片仮名と平仮名のみで表記されている。
括弧内はフランス版での名称。文字数制限により、一部のキャラクターに省略形が用意されている。

### 基本キャラクター
孫悟空 / ゴクウ（Sangoku / Goku）
声 - 野沢雅子
ストーリーモードで最初から使えるキャラクター。フリーザ戦以降、超サイヤ人に覚醒してパワーアップする。
ピッコロ（Satan）
声 - 古川登志夫
ステージ1の対戦相手。ベジータ戦より仲間になる。
ベジータ（Vegeta / Vege）
声 - 堀川亮
ステージ2の対戦相手。人造人間編の戦闘ジャケットで登場。フリーザ戦より仲間になるが、20号戦から超サイヤ人に覚醒してパワーアップするため、ストーリーで覚醒前のベジータが使えるのはフリーザ戦のみ。
フリーザ（Freezer / Freez）
声 - 中尾隆聖
ステージ3の対戦相手。フルパワー状態で登場。
人造人間20号 / 20ごう（20e / No.20）
声 - 矢田耕司
ステージ4の対戦相手。エネルギー吸収やデモ必殺技を吸収する行動を行うことで、ライフを回復できる。
人造人間18号 / 18ごう（18e / No.18）
声 - 伊藤美紀
ステージ5の対戦相手。永久にエネルギーが減らないタイプの人造人間のため、エネルギー弾を多用しても行動不能にならない。デモ必殺技はバリアで無効化できる。
セル（Cell）
声 - 若本規夫
ステージ6の対戦相手。第一形態のセル。20号と同様、エネルギー吸収でライフを回復できる。
人造人間16号 / 16ごう（16e / No.16）
声 - 緑川光
ステージ7の対戦相手。Pセル戦のみ仲間になる。

### 隠しキャラクター
トランクス（Tranks / Trunk）
声 - 草尾毅
ステージ8の対戦相手。超サイヤ人状態のみで、原作のセル戦における長髪・戦闘ジャケットの姿で登場。ストーリーモードではPセル戦のみ、使用可能。
孫悟飯 / ゴハン（Sangohan / Gohan）
声 - 野沢雅子
ステージ9の対戦相手。トランクスと同じく超サイヤ人状態のみで、ピッコロと同じ道着を着ている。通常はPセル戦のみ使用可能だが、条件を満たすと進めるファイナルバトルでも戦える。
パーフェクトセル / Pセル（C.Cell）
声 - 若本規夫
ステージ10とファイナルバトルの対戦相手。完全体となったセル。エネルギー吸収がなくなったが、その他のあらゆる必殺技が強力無比な性能を誇る。
超サイヤ人孫悟空 / 超ゴクウ（S.Goku）
声 - 野沢雅子
フリーザ戦以降、悟空に代わり使用可能。覚醒前より能力が高くなっているが、界王拳や元気玉、超元気玉が出せなくなる。代わりに四連脚、追跡エネルギー弾、連続エネルギー弾が追加され、かめはめ波が超かめはめ波に変更される。
超サイヤ人ベジータ / 超ベジータ（S.Vege）
声 - 堀川亮
20号戦以降、ベジータに代わり使用可能。技は変わらないが、覚醒前より全体的に能力が高い。

## 開発
- プロデューサーの鈴木敏弘によると当時、『ストリートファイターII』（1991年）などの格闘ゲームが流行っていたことと、新しいゲームを任されるにあたって、どうせなら自分の好きなジャンルでということで、格闘を選んだとのこと[7]。

- 『ドラゴンボール』のゲームとして初めてキャラクターボイスが採用された作品であり、アニメと同じ声優がキャラクターを演じている。当時としては画期的であり、原作者の鳥山明らが本作をプレイした際にも悟空が喋ることに驚いていた。また本作独自のシステムについては「舞空術や空中でのキック攻撃ができるとは思いませんでした」、全体については「マンガ以上の迫力と演出があったんで、ヒジョーに気持ち良かった」と評価している。『ドラゴンボールZ』企画の森下孝三と脚本家の小山高生は業界人としてゲーム発売前に手に入れられたため、「お父さんがドラゴンボールのアニメを作ってて良かった（森下）」「子供に渡したら僕よりどんどん上手くなった（小山）」と息子たちに喜ばれたことを話していた[8]。

- 鈴木は『超武闘伝』の発売記念イベント「天下一試験会」の司会を皮切りに、攻略本や『Vジャンプ』、攻略ビデオ（非売品）などでは超サイヤ人の悟空のコスプレをし、ドラゴン鈴木として宣伝を行っていた。また最初の頃はアメリカ製の金粉入りのスーパーハードポマードで、超サイヤ人の金髪を再現したが、シャンプーでは落ちず、毎回食器用の洗剤で洗っていたため髪が痛み、上司に相談して「業務上しかたなく金髪にするのを認めてください」との申請を出したとのこと[9]。

- 鳥山から「かめはめ波が難しくて出せない」と聞いて、鈴木は自分が操作している手元を映したビデオを送った。また鈴木も確かに難しいと思ったため、『2』からはコマンドが簡単に出るように改善された[7]。

## 音楽
2011年に本作でも作曲を担当している山本健司のBGM盗作問題が起こっており、Nintendo Switch版『ドラゴンボール ファイターズ』早期購入特典の『ドラゴンボールZ 超武闘伝』はBGMが全て差し替えられている。

## スタッフ
- エグゼクティブ・プロデューサー：平野雄二
- プロデューサー：鈴木敏弘
- チーフ・ディレクター：島田晋作
- コ・ディレクター：久保田昭史
- ゲーム・デザイナー：清水厚二、竹花欣也
- グラフィック・デザイナー：玉井裕和、高橋雅行、荒井翔子、しいのせいいちろう、いいだしんいち
- デザイン・ワークス：デザイン・オフィス D&D
- プログラマー：まるこパパ、まるこ
- サウンド・ワークス：山本健司、くまごろう（さばくまゆき）
- アシスト・ワークス：磯貝健夫、渡辺浩孝、さのともひこ、河上和弘
- スペシャル・サンクス：鳥嶋和彦、近藤裕、武田冬門、週刊少年ジャンプスタッフ、Vジャンプスタッフ、森下孝三、内田孝、下村聡

## 評価
ゲーム誌『ファミコン通信』の「クロスレビュー」では、7・7・7・6の合計27点（満40点）、レビュアーは光弾系の攻撃の存在、キャラクターボイス実装、2画面で分割する発想、必殺技をコマンド入力で回避可能、初心者向けのオートモードを賞賛、「攻撃を受けると気力が溜まるシステムはプレイヤーがワンサイドゲームで有利だったところを一発逆転されてしまう」「必殺技が見世物のようで実践的ではない」とした他、フィールドが拡大したことについて肯定的に捉えた者と実際にプレイするとうっとうしく感じるとした者で分かれた。『ファミリーコンピュータMagazine』の読者投票による「ゲーム通信簿」での評価は以下の通りとなっており、23.08点（満30点）となっている。この得点はスーパーファミコン全ソフトの中で46位（323本中、1993年時点）となっている。その他、『SUPER FAMICOM Magazine』1993年8月情報号特別付録の「スーパーファミコンオールカタログ'93」巻末に収録されている「部門別ベスト30」では、キャラクタ28位、オリジナリティ28位を獲得している。
| 項目 | キャラクタ | 音楽 | 操作性 | 熱中度 | お買得度 | オリジナリティ | 総合  |
| 得点 | 4.27       | 3.87 | 3.39   | 4.09   | 3.54     | 3.91           | 23.08 |

### 後世への影響
ニンテンドー3DS用ソフト『ドラゴンボールZ 超究極武闘伝』の開発にかかわったアークシステムワークスの古谷亮輔は、本作における2画面分割は非常に高度な技術だったと、「ファミ通.com」による2015年のインタビューの中で語っており、技術的な都合から『超究極武闘伝』への導入を見送ったと述べている。

## 関連商品
サウンドトラック
- 『ドラゴンボールZ 超武闘伝 サウンドトラック』（日本コロムビア、1993年3月27日）

攻略本
- ジャンプ コミックス セレクション スーパーファミコン奥義大全書 ドラゴンボールZ 超武闘伝 - 集英社、1994年3月24日、ISBN 4-8342-1146-0

封入特典データック専用バーコード。

## 続編
- ドラゴンボールZ 超武闘伝2（1993年）
- ドラゴンボールZ 超武闘伝3（1994年）